# Vladimir Bruxti
Vladimir Bruxti, ros. Владимир Петрович Брухтий, Władimir Pietrowicz Bruchtij (ur. 11 czerwca 1945 w Baku, Azerbejdżańska SRR, zm. 15 lipca 2004 w Baku, Azerbejdżan) – azerski piłkarz, grający na pozycji obrońcy, trener piłkarski.

## Kariera piłkarska
Wychowanek klubu Nieftianik Baku. W 1963 rozpoczął karierę piłkarską w głównej drużynie Azerbejdżanu, która nazywała się Nieftianik, a potem Neftçi. W 1972 zakończył karierę piłkarza.

## Kariera trenerska
Po zakończeniu kariery piłkarza rozpoczął pracę szkoleniowca. Najpierw trenował azerskie zespoły juniorskie. Potem wyjechał na Ukrainę, gdzie od lipca 1992 do lipca 1993 kierował Worskłą Połtawa oraz w 1994 do sierpnia prowadził Krywbas Krzywy Róg. Od lipca do końca 1995 prowadził Sirius Krzywy Róg. W ostatnie lata życia pracował w Azerbejdżańskiej Państwowej Akademii Kultury Fizycznej i Sportu.
15 lipca 2004 zmarł w Baku. Został pochowany na Cmentarzu Sabunczynskim.

## Sukcesy i odznaczenia

### Sukcesy piłkarskie
Nieftianik Baku
- brązowy medalista Mistrzostw ZSRR: 1966

### Sukcesy indywidualne
- wybrany do listy najlepszych piłkarzy roku w ZSRR: Nr 3 (1967)

### Odznaczenia
- tytuł Mistrza Sportu ZSRR